# ホシヅル
ホシヅル（星鶴、Stellagrus bemoidie）は、SF作家の星新一によって生み出された架空の動物で、未来の進化したツルである。
星新一のトレードマークとして知られており、しばしばサインの際に描かれた。
学名の Stellagrus bemoidie は、「大目玉の怪物（ベム）もどきの星鶴」という意味である。
類似した星ウマという生物も存在する。

## 形態
非常に巨大な目を持ち、胴体と頭が融合して湾曲した楕円形になった胴体に、巨大な口嘴が飛び出した形態をしている。その反面、足は細い。星新一によれば、目が大きいのはテレビを見てばかりいるためで、うまい物ばかり食べるため口が発達し、便利な交通機関が発展して歩かなくなるため足が退化しているという。寿命は千年だが、飛ぶことはできなくなっている。体内には有害物質が蓄積しており、食用には適していない。ツルの進化の袋小路と言える。

## 誕生のいきさつ
1965年の2月もしくは3月に東京四谷のスナック「淀」で星、小松左京、筒井康隆、平井和正、豊田有恒、大伴昌司らが飲んでいるとき、ママにサインをねだられた際に色紙に描いたのが誕生とされる。星の稚拙な絵に一同大受けとなり、当時、小松が原作、平井が脚本を担当していたNHK『宇宙人ピピ』に登場させた。ホシヅルの命名は小松とも言われる。
1975年頃に星新一の名古屋のファンクラブの代表者が商標登録したという。
その後、1983年の日本SF大会で、ダイコンフィルム製作のDAICON4オープニングアニメにも登場している。
商標については、2008年から2019年の間、東京都港区の星ライブラリ株式会社が出願登録を行っており、星新一公式サイトトップページなどで「©The Hoshi Library」と記されたホシヅルのイラストを見ることができる。

## 関連した記念日
毎年9月6日は「ホシヅルの日」である。
星新一が死去した翌年、小松左京の提案で彼の誕生日である9月6日を「ホシヅルの日」として定めた。そして1999年から毎年この日の前後の休日に、友人のSF作家、SF関係者たちが集まり、星新一を偲ぶ会が開催されることになった。
また、その星新一の忌日、12月30日を「ホシヅル忌」とも呼ぶ。